# أندي غاردنر
أندي غاردنر (بالإنجليزية: Andy Gardner)‏ (1888 في المملكة المتحدة - 2 يونيو 1934) هو لاعب كرة قدم بريطاني (وحمل سابقاً جنسية المملكة المتحدة لبريطانيا العظمى وأيرلندا) في مركز الدفاع. لعب مع لينكولن سيتي أف سي وPetershill F.C. ‏.